# Erebia graucasica
Erebia graucasica är en fjärilsart som beskrevs av Jachontov 1908. Erebia graucasica ingår i släktet Erebia och familjen praktfjärilar. Inga underarter finns listade i Catalogue of Life.